# Decastar 2012
Decastar 2012 – mityng lekkoatletyczny w konkurencjach wielobojowych, rozegrany 15 i 16 września w Talence we Francji. Zawody były ostatnią odsłoną cyklu IAAF World Combined Events Challenge w sezonie 2012.

## Rezultaty
| Konkurencja:           | 1. miejsce        | Rezultat  | 2. miejsce                 | Rezultat  | 3. miejsce     | Rezultat  |
| Dziesięciobój mężczyzn | Hans Van Alphen   | 8293 pkt. | Ołeksij Kasjanow           | 8218 pkt. | Adam Helcelet  | 8064 pkt. |
| Siedmiobój kobiet      | Ludmyła Josypenko | 6401 pkt. | Antoinette Nana Djimou Ida | 6390 pkt. | Austra Skujytė | 6316 pkt. |